# Piège à grande vitesse
Série
Piège en haute mer
(1992)
Pour plus de détails, voir Fiche technique et Distribution.
Piège à grande vitesse ou Express en péril au Québec (Under Siege 2: Dark Territory) est un film américain réalisé par Geoff Murphy et sorti en 1995. C'est la suite de Piège en haute mer sorti en 1992.

## Scénario
Le lieutenant Casey Ryback (Steven Seagal) a pris sa retraite de la marine et il est maintenant chef cuisinier au Mile High Cafe à Denver. Casey accompagne sa nièce Sarah (Katherine Heigl) à Los Angeles pour se recueillir sur la tombe du frère de Casey, le père de Sarah. Ils montent à bord d'un train tiré par deux grosses locomotives diesel voyageant à travers les montagnes Rocheuses de Denver à Los Angeles.
Sur le trajet, un groupe de mercenaires amené par hélicoptère et dirigé par Marcus Penn (Everett McGill) arrête le train en simulant un incident et abat les conducteurs, du personnel et tous ceux qui s'opposent à eux. Il est en fait dirigé par Travis Dane (Eric Bogosian), un génie de l'informatique qui a travaillé au Ministère de la Défense U.S. à la programmation d'un satellite secret baptisé "Grazer One" muni d'une arme laser. Dane a été licencié et est censé s'être suicidé. Les mercenaires transfèrent les passagers et le personnel du train dans les deux dernières voitures et coupent les lignes téléphoniques. Dane rejoint un couple de son ancienne équipe qui se trouve à bord du train pour cacher leur relation amoureuse qui va à l'encontre des règlements du département de la Défense. Il menace d'enfoncer une aiguille dans l'œil de l'un des deux s'ils ne lui donnent pas les codes de contrôle de Grazer One. Ils finissent par les lui donner, mais Dane les tue.
Des terroristes du Moyen-Orient ont offert à Dane un milliard de dollars pour détruire la côte est des États-Unis en utilisant Grazer One contre un réacteur nucléaire situé sous le Pentagone. Dane commence par détruire une usine chimique chinoise pour montrer les capacités du satellite à ses clients. Après qu'un de ses clients lui a offert un supplément de 100 millions de dollars, il détruit un avion de ligne où se trouvait l'ex-femme de son client.
Le Pentagone ne peut pas localiser Dane car le train est en mouvement, ni cibler le satellite "Grazer One", parce que Dane a créé une cinquantaine de "satellites fantômes" pour cacher le vrai. Quand elle détruit ce qu'elle pense être "Grazer One", il s'avère que la cible était un satellite de renseignement de la NSA. Ryback, qui a découvert le complot, prend les choses en mains. Il enrôle Bobby Zachs (Morris Chestnut), un porteur du personnel du train nommé pour l'aider. Il envoie également un message au propriétaire du restaurant où il travaille et qui est son ami. Afin qu'il le fasse suivre au Pentagone. Ryback tue les mercenaires un par un, y compris un membre de son ancienne équipe (Peter Greene).
Penn découvre les liens de parenté entre Sarah et Casey Ryback et il la menace pour attirer l'ancien marine. Finalement Ryback désarme Penn et lui tord le cou. Ryback découvre alors Dane qui est sur le point de quitter le train à bord d'un hélicoptère. Lorsque Dane lui dit qu'il n'y a plus aucun moyen d'empêcher le satellite de détruire Washington, Ryback lui tire dessus. La balle détruit l'ordinateur de Dane et a pour effet de l'éjecter du train. Le Pentagone reprend le contrôle du satellite juste à temps.
Le train entre en collision avec un train de marchandises avec plusieurs wagons-citernes d'essence, ce qui entraîne une explosion massive. Ryback et Sarah s'échappent du train en saisissant une échelle de corde suspendue à un hélicoptère. Dane, qui a survécu, grimpe aussi à l'échelle, mais Ryback force la fermeture de la porte, ce qui coupe les doigts de Dane et le fait chuter mortellement. Ryback informe le Pentagone que les passagers sont en sécurité, car il avait précédemment détaché la partie du train avec les voitures des passagers.
Ryback et Sarah se rendent sur la tombe du père de Sarah et frère de Casey, James A. Ryback, mort au combat comme ancien soldat de la marine pour lui rendre hommage.

## Fiche technique
- Titre original : Under Siege 2: Dark Territory
- Titres français : Piège à grande vitesse
- Titre québécois : Express en péril
- Réalisation : Geoff Murphy
- Scénario : Richard Hatem et Matt Reeves, d'après les personnages créés par J. F. Lawton (en)
- Musique : Basil Poledouris
- Décors : Kathe Klopp
- Costumes : Richard Bruno
- Photographie : Robbie Greenberg
- Montage : Michael Tronick
- Production : Arnon Milchan, Steve Perry, Steven Seagal
- Société de production : Warner Bros.
- Société de distribution : Warner Bros. Entertainment
- Budget : 60 000 000 $ (estimation)
- Pays de production :  États-Unis
- Langue originale : anglais
- Format : couleur
- Genre : action
- Durée : 99 minutes
- Dates de sortie : 
  - États-Unis : 14 juillet 1995
  - France : 20 septembre 1995
- Classification :
  - États-Unis : R
  - France : interdit aux moins de 12 ans lors de sa sortie

## Distribution
- Steven Seagal (VF : Jean-François Aupied ; VQ : Hubert Gagnon) : le lieutenant Casey Ryback, ex-Navy Seal et chef cuisinier
- Eric Bogosian (VF : Alain Choquet ; VQ : Daniel Picard) : Travis Dane, ingénieur en informatique et ancien de la CIA
- Katherine Heigl (VF : Virginie Ogouz ; VQ : Violette Chauveau) : Sarah Ryback, Nièce de Casey
- Morris Chestnut (VF : Tola Koukoui ; VQ : Benoît Rousseau) : Bobby Zachs, porteur de bagages du Grand Continental
- Everett McGill (VF : Philippe Nahon ; VQ : Jean Fontaine) : Marcus Penn, chef des mercenaires
- Brenda Bakke (VF : Marie-Brigitte Andrei ; VQ : Claudine Chatel) : la capitaine Linda Gilder
- Peter Greene (VF : Olivier Granier ; VQ : Alain Zouvi) : un mercenaire et ancien coéquipier de Ryback
- Patrick Kilpatrick : un mercenaire
- Scott Sowers : un mercenaire
- Afifi Alaouie : Fatima, une mercenaire
- Andy Romano (VF : Michel Ruhl ; VQ : Ronald France) : l'amiral Bates
- Nick Mancuso (VF : Bernard Bollet ; VQ : Éric Gaudry) : Tom Breaker, directeur de la CIA
- Jonathan Banks (VQ : André Montmorency) : Scotty, un mercenaire
- Royce D. Applegate (VF : Michel Tugot-Doris ; VQ : Jean-Louis Millette) : le cuisinier de Ryback
- Dale Dye (VQ : Jacques Kanto) : le capitaine Nick Garza
- David Gianopoulos (VQ : Mario Desmarais) : le capitaine David Trilling
- Sandra Taylor (de) (VQ : Élise Bertrand) : Kelly, la barmaid
- Kurtwood Smith (VF : Jacques Brunet ; VQ : Hubert Fielden) : le général Stanley Cooper, USAF
- James Clark[Lequel ?] (VF : Sylvain Clément ; VQ : Claude Préfontaine) : le contrôleur du train
- Al Sapienza : le capitaine no 2

 Source et légende : version française (VF) sur RS Doublage et selon le carton du doublage français sur le DVD zone 2.
 Source et légende : version québécoise (VQ) sur Doublage.qc.ca

## Accueil
Le film ne remporte pas le même succès commercial que son prédécesseur, ne rapportant que 104 324 083 $ de recettes mondiales, dont 50 024 083 $ au box-office américain, pour un budget de production de 60 millions $,. En France, il totalise 602 137 entrées.

## Autour du film
Le nombre de victimes dans le film est de 45 dont 26 causées par le lieutenant Casey Ryback.